# Star Wars Battlefront: Elite Squadron
Star Wars Battlefront: Elite Squadron — комп'ютерна гра в жанрі шутер від першої особи за всесвітом «Зоряних війн», відгалуження від серії Star Wars Battlefront, що хронологічно є передісторією Star Wars Battlefront: Renegade Squadron. Гра вийшла в 2009 році на портативних ігрових консолях PlayStation Portable та Nintendo DS.

## Сюжет
Під час вибіркової кампанії гравець керує солдатом-клоном X2, який створеним із ДНК майстра-джедая. На початку клон є частиною групи майстра-джедая Феррода. Коли по всій галактиці виконується Наказ 66, X2 вбиває Феррода, але про це пізніше шкодує. X2 зраджує Імперію та приєднується до повстанців, беручи участь у кожній великій битві з саги Зоряних Війн від третього по шостий епізод. Після подій шостого епізоду X2 приєднується до Люка Скайвокер і стає джедаєм. Наприкінці він бореться і вбиває свого брата X1, який убив їхнього біологічного батька на Дантуїні та прийнятого самим імператором Палпатіном у Владики Ситхів.

## Геймплей
Elite Squadron дозволяє гравцям брати участь у бойових діях на землі, у наземному транспорті та у повітряному просторі. Гравці також можуть влітати до ангара великих бойових кораблів і, як тільки щити відключаться, боротися з ворогом усередині ворожого флагмана. Переходи до космосу супроводжуються короткими роликами, тоді як гра завантажує наступну зону. Те саме відбувається при вході або виході з корабля. Це перша гра у серії Battlefront, що дозволяє гравцям літати з планети на орбіту.

## Герої та Лиходії
Elite Squadron включає режим «Герої та Лиходії», аналогічний Star Wars: Battlefront II. У режимі присутні такі персонажі як Люк Скайвокер, Боба Фетт, Дарт Вейдер, Дарт Мол, Палпатін, Кіт Фісто. Інші режими гри були зроблені з упором на багатокористувацьку гру, наприклад Deathmatch. Крім того, режим Conquest зазнав змін на PSP. У Conquest два гравці можуть спільно використовувати один PSP та конкурувати один із одним.